# 洞山街道
洞山街道，是中华人民共和国安徽省淮南市田家庵区下辖的一个乡镇级行政单位。

## 行政区划
洞山街道下辖以下地区：
黎明社区、小街社区、军民社区、新村社区、中兴社区和阳光社区。